# フラワー号 (浜松市)
フラワー号（ふらわーごう）は、静岡県浜松市西区（現・中央区）舘山寺町（一部呉松町・村櫛町）の舘山寺温泉地区で運行していたコミュニティバスである。
舘山寺温泉観光協会が運営主体であるが、運行業務は遠州鉄道（舘山寺営業所）へ委託されていた。

## 概要
舘山寺温泉の主要な観光スポットを結んでおり、同地区の観光活性化を目的として2001年4月16日より運行を開始した。
宿泊を含む観光客を主な利用対象としており、乗車は無料だが現地の宿泊施設などで配付する乗車整理券が必要である。
2014年の浜名湖花博2014の期間は乗車整理券不要で会場間を無料運行し、同博覧会の終了時に路線廃止された。

## 経路
主な停留所のみ記述。
- 舘山寺下 - かんざんじ温泉 - 舘山寺温泉観光協会 - 浜名湖パルパル - 動物園正門（フラワーパーク北門） - フラワーパーク正門

一部便は浜名湖かんざんじ荘を経由する。
花博2014期間は浜名湖ガーデンパーク - 舘山寺温泉観光協会 - 動物園を運行。